# Rissho Kosei-Kai
Organización budista laica japonesa, fundada en 1938 por Nikkyo Niwano. Representa el ala liberal de la tradición budista japonesa iniciada por Nichiren, aunque este personaje histórico es cada vez menos mencionado en los documentos oficiales del grupo por sus ideas extremistas y nacionalistas. Tras la muerte del fundador en 1991, la presidencia pasó a manos de su hijo, Nichiko Niwano, que sigue ostentándola en la actualidad. La sede central se encuentra en Tokio.
Las enseñanzas de Rissho Kosei-Kai están insertas en la tradición Mahāyāna. Se basan principalmente en el Sutra del Loto y buscan aplicar las enseñanzas budistas a la práctica en la vida cotidiana de sus miembros. Promueven un tipo de Budismo laico y carecen de sacerdocio y monasterios. Sus miembros se reúnen en pequeños grupos (hoza) para plantear y compartir sus problemas cotidianos en comunidad y, a través de la aplicación de las enseñanzas del Buddha, particularmente el concepto de que la naturaleza del Buddha está presente en todas las cosas, intentan encontrar formas de solucionar sus problemas y vivir una vida más armónica. 
Rissho Kosei-Kai participa activamente en el diálogo interreligioso y es miembro de la Asociación Internacional para la Libertad Religiosa (IARF) y la Conferencia Mundial de Religiones para la Paz (WCRP). Asimismo colabora habitualmente con organizaciones católicas como los Focolares y la Comunidad de San Egidio.
Según cálculos de la propia organización, Rissho Kosei-Kai cuenta con unos 2 millones de familias que son miembros y más de 200 centros en Japón. Asimismo están presentes, aunque de forma muy minoritaria, en Estados Unidos y otros países de Occidente.